# 埃嫩 (密蘇里州莫尼托縣)
埃嫩（英語：Enon）是位於美國密蘇里州莫尼托縣的非建制地區。

## 歷史
埃嫩的郵局於1882年設立，其後於168年停運。

## 地理
埃嫩所處的海拔為高於海平面213米（即699英呎），而該地所採用的時區為UTC-6，即北美中部時區（CST）。同時該地設有夏令時間，為UTC-6調快一小時，即UTC-5（CDT）。